# كاثي سميث باورز
كاثي سميث باورز (بالإنجليزية: Cathy Smith Bowers)‏ هي كاتِبة وشاعرة أمريكية، ولدت في 1949 في لانكستر في الولايات المتحدة.